# Альдунате, Луис
Луис Альдунате Каррера (исп. Luis Aldunate; 4 мая 1842, Сантьяго — 3 апреля 1903, Винья-дель-Мар) — чилийский политический и государственный деятель, юрист, сенатор (1885–1891).

## Биография
Внук по матери руководителя борьбы за независимость испанских колоний в Южной Америке Хосе Мигеля Карреры. Обучался в Национальном институте, продолжил учёбу в области права и политологии в Европе.
В 1863—1865 годах работал секретарём мэра города Сантьяго. В 1886 году направлен в США в качестве секретаря посольства Чили в Вашингтоне. Вернувшись на родину в 1867—1868 годах работал на прежней должности в мэрии Сантьяго.
Член Либеральной партии Чили, избрался депутатом Палаты депутатов Чили в 1876, 1879 и 1882 году.
В 1881-1882 годах занимал пост министра финансов Чили. Министр иностранных дел Чили в 1882-1884 гг.
В 1886 году баллотировался на пост президента Чили, но потерпел поражение от Хосе Мануэля Бальмаседы.